# Брунеј (река)
Брунеј (малајс. Brunei) је река која тече кроз истоимену државу у правцу североисток и улива се у Брунејски залив. Истана Нурул Иман, резиденција брунејског султана, налази се на обали ове реке. Брунеј представља најкраћу велику реку у Брунеју. Традиционална насеља, попут Кампунг Ајера (Воденог Села), налазе се на реци. Бандар Сери Бегаван, главни град државе Брунеј, такође лежи на обалама ове реке. Горњи ток реке представља важан извор слатке воде за западне делове земље.
Брунеј има дугу поморску историју. Брунејски султани су некада контролисали цело острво Борнео, као и део Филипина и Индонезије. Густе џунге у региону онемогућавале су сваки вид транспорта сем речног. То је довело до формирања традиционалних насеља поред речних токова. Ови пловни путеви омогућавали су погодан превоз кроз џунглу, као и допремање залиха хране.
Године 2006. одељење брунејског министарства животне средине покренуло је чишћење реке Брунеј. Издвојено је 3,9 милиона долара за овај пројекат.